# Connor Brown (hockey sur glace)
Pour les articles homonymes, voir Connor Brown et Brown.
Connor Brown (né le 14 janvier 1994 à Toronto dans la province d'Ontario au Canada) est un joueur professionnel canadien de hockey sur glace. Il évolue au poste d'ailier droit.

## Biographie
Il est choisi par les Maple Leafs de Toronto au sixième tour, 156e rang au total, durant le repêchage d'entrée dans la LNH 2012 alors qu'il venait de compléter sa première saison dans la LHO avec les Otters d'Érié. Sa troisième saison avec les Otters, en 2013-2014, est couronnée de succès avec une production de 128 points en 68 matchs et remporte plusieurs honneurs, dont le trophée Red-Tilson du meilleur joueur de la ligue.
Il joue sa première saison professionnelle en 2014-2015 avec les Marlies de Toronto, équipe affiliée aux Maple Leafs dans la LAH. Avec 61 points en 76 matchs, il termine premier à ce chapitre chez les recrues de la ligue. La saison suivante, il est rappelé par les Maple Leafs et fait ses débuts dans la LNH avec ceux-ci, jouant sept parties durant la saison.
Il devient un joueur régulier avec les Maple Leafs dès la saison 2016-2017 et joue l'intégralité des 82 matchs durant cette saison en plus de compiler 36 points, dont 20 buts.
Le 1er juillet 2019, il est échangé aux Sénateurs d'Ottawa avec Nikita Zaïtsev et Michael Carcone en retour des défenseurs Cody Ceci et Ben Harpur, de l'attaquant Aaron Luchuk et d'un choix de 3e ronde en 2020.
Après avoir passé trois saisons avec les Sénateurs, il est échangé aux Capitals de Washington en retour d'un choix de 2e ronde en 2024, le 13 juillet 2022.

## Statistiques

### En club
| Saison     | Équipe                   | Ligue      |     | Saison régulière | Saison régulière | Saison régulière | Saison régulière | Saison régulière |   | Séries éliminatoires | Séries éliminatoires | Séries éliminatoires | Séries éliminatoires | Séries éliminatoires |
| Saison     | Équipe                   | Ligue      | PJ  | B                | A                | Pts              | Pun              | PJ               | B | A                    | Pts                  | Pun                  |                      |                      |
| 2010-2011  | Buzzers de St. Michael's | OJHL       | 49  | 17               | 22               | 39               | 18               | 3                | 0 | 1                    | 1                    | 0                    |                      |                      |
| 2011-2012  | Otters d'Érié            | LHO        | 68  | 25               | 28               | 53               | 14               | -                | - | -                    | -                    | -                    |                      |                      |
| 2012-2013  | Otters d'Érié            | LHO        | 63  | 28               | 41               | 69               | 39               | -                | - | -                    | -                    | -                    |                      |                      |
| 2013-2014  | Otters d'Érié            | LHO        | 68  | 45               | 83               | 128              | 22               | 14               | 8 | 10                   | 18                   | 8                    |                      |                      |
| 2014-2015  | Marlies de Toronto       | LAH        | 76  | 21               | 40               | 61               | 10               | 5                | 1 | 3                    | 4                    | 2                    |                      |                      |
| 2015-2016  | Marlies de Toronto       | LAH        | 34  | 11               | 18               | 29               | 8                | 15               | 7 | 2                    | 9                    | 6                    |                      |                      |
| 2015-2016  | Maple Leafs de Toronto   | LNH        | 7   | 1                | 5                | 6                | 0                | -                | - | -                    | -                    | -                    |                      |                      |
| 2016-2017  | Maple Leafs de Toronto   | LNH        | 82  | 20               | 16               | 36               | 10               | 6                | 0 | 1                    | 1                    | 0                    |                      |                      |
| 2017-2018  | Maple Leafs de Toronto   | LNH        | 82  | 14               | 14               | 28               | 18               | 7                | 1 | 2                    | 3                    | 0                    |                      |                      |
| 2018-2019  | Maple Leafs de Toronto   | LNH        | 82  | 8                | 21               | 29               | 16               | 7                | 0 | 1                    | 1                    | 2                    |                      |                      |
| 2019-2020  | Sénateurs d'Ottawa       | LNH        | 71  | 16               | 27               | 43               | 24               | -                | - | -                    | -                    | -                    |                      |                      |
| 2020-2021  | Sénateurs d'Ottawa       | LNH        | 56  | 21               | 14               | 35               | 12               | -                | - | -                    | -                    | -                    |                      |                      |
| 2021-2022  | Sénateurs d'Ottawa       | LNH        | 64  | 10               | 29               | 39               | 10               | -                | - | -                    | -                    | -                    |                      |                      |
| 2022-2023  | Capitals de Washington   | LNH        | 4   | 0                | 0                | 0                | 0                | -                | - | -                    | -                    | -                    |                      |                      |
| 2023-2024  | Oilers d’Edmonton        | LNH        | 71  | 4                | 8                | 12               | 10               | 19               | 2 | 4                    | 6                    | 6                    |                      |                      |
| Totaux LNH | Totaux LNH               | Totaux LNH | 519 | 94               | 134              | 228              | 100              | 39               | 3 | 8                    | 11                   | 8                    |                      |                      |

### En équipe nationale
| Année | Compétition          |    | PJ | B  | A  | Pts | Pun | +/-           |  | Résultat |
| 2021  | Championnat du monde | 10 | 2  | 14 | 16 | 2   | +8  | Médaille d'or |  |          |

## Trophées et honneurs personnels
- 2011-2012 : nommé dans la première équipe des recrues de la LHO
- 2013-2014 : 
  - nommé dans la première équipe d'étoiles de la LHO
  - remporte le trophée Eddie-Powers du meilleur pointeur de la LHO
  - remporte le trophée Red-Tilson du meilleur joueur de la LHO
  - remporte le trophée Jim-Mahon de l'ailier droit ayant marqué le plus de buts dans la LHO
- 2014-2015 :
  - participe au Match des étoiles de la LAH
  - nommé dans l'équipe des recrues de la LAH